# Amelinghausen
Amelinghausen là một đô thị thuộc ở huyện Lüneburg bang Niedersachsen, Đức. Đô thị này có diện tích 27,26 km².
Amelinghausen là thủ phủ của Samtgemeinde ("đô thị tập thể") Amelinghausen.